# Dressage du chat
 (octobre 2024).
La mise en forme du texte ne suit pas les recommandations de Wikipédia : il faut le « wikifier ».
Les points d'amélioration suivants sont les cas les plus fréquents. Le détail des points à revoir est peut-être précisé sur la page de discussion.
- Les titres sont pré-formatés par le logiciel. Ils ne sont ni en capitales, ni en gras.
- Le texte ne doit pas être écrit en capitales (les noms de famille non plus), ni en gras, ni en italique, ni en « petit »…
- Le gras n'est utilisé que pour surligner le titre de l'article dans l'introduction, une seule fois.
- L'italique est rarement utilisé : mots en langue étrangère, titres d'œuvres, noms de bateaux, etc.
- Les citations ne sont pas en italique mais en corps de texte normal. Elles sont entourées par des guillemets français : « et ».
- Les listes à puces sont à éviter, des paragraphes rédigés étant largement préférés. Les tableaux sont à réserver à la présentation de données structurées (résultats, etc.).
- Les appels de note de bas de page (petits chiffres en exposant, introduits par l'outil «  Source ») sont à placer entre la fin de phrase et le point final[comme ça].
- Les liens internes (vers d'autres articles de Wikipédia) sont à choisir avec parcimonie. Créez des liens vers des articles approfondissant le sujet. Les termes génériques sans rapport avec le sujet sont à éviter, ainsi que les répétitions de liens vers un même terme.
- Les liens externes sont à placer uniquement dans une section « Liens externes », à la fin de l'article. Ces liens sont à choisir avec parcimonie suivant les règles définies. Si un lien sert de source à l'article, son insertion dans le texte est à faire par les notes de bas de page.
- La présentation des références doit suivre les conventions bibliographiques. Il est recommandé d'utiliser les modèles {{Ouvrage}}, {{Chapitre}}, {{Article}}, {{Lien web}} et/ou {{Bibliographie}}. Le mode d'édition visuel peut mettre en forme automatiquement les références.
- Insérer une infobox (cadre d'informations à droite) n'est pas obligatoire pour parachever la mise en page.

Pour une aide détaillée, merci de consulter Aide:Wikification.
Si vous pensez que ces points ont été résolus, vous pouvez retirer ce bandeau et améliorer la mise en forme d'un autre article.

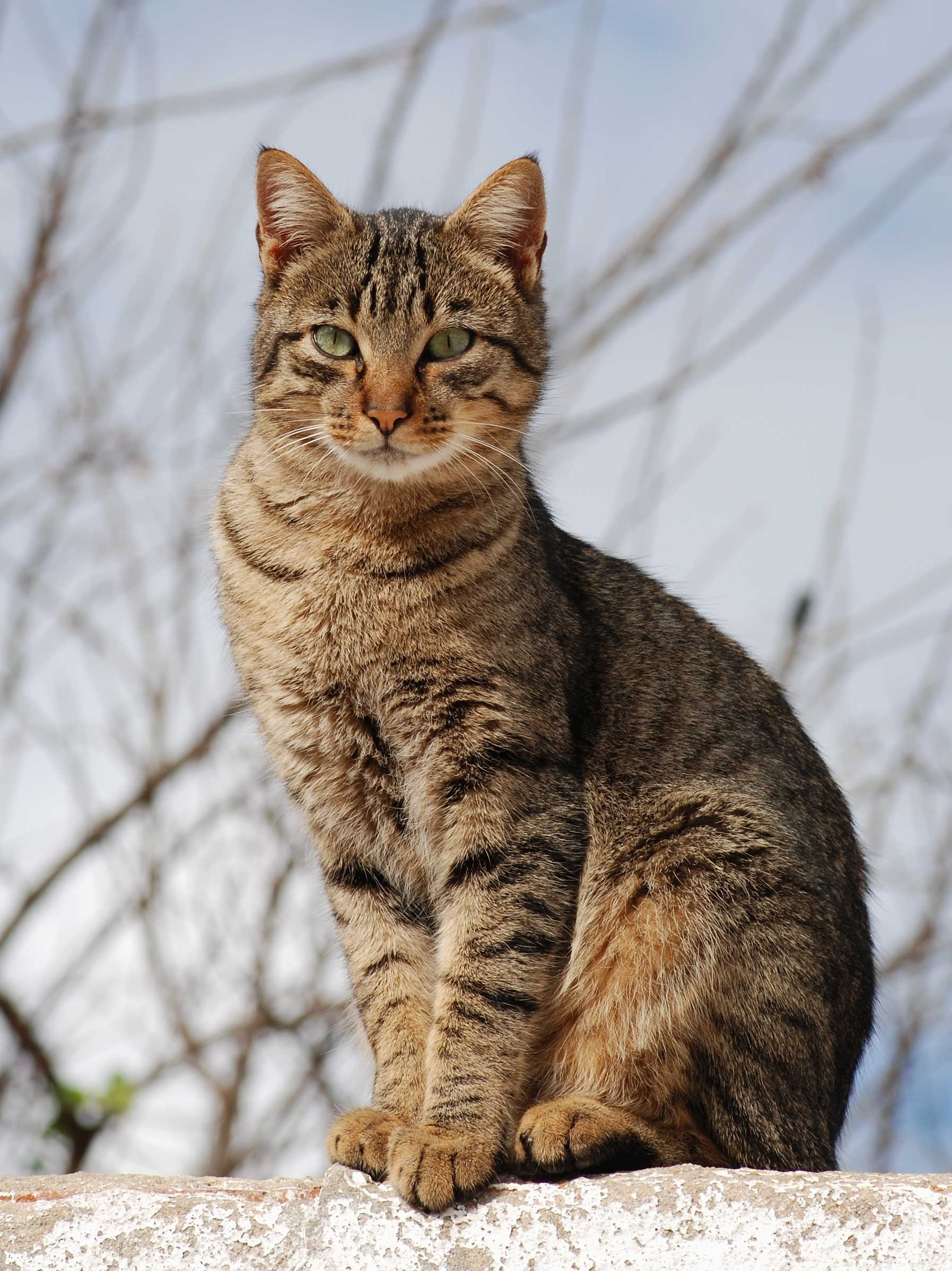

Le dressage du chat est le processus de modification du comportement d'un chat domestique à des fins de divertissement ou de compagnie. Le dressage est couramment utilisé pour réduire les comportements indésirables ou problématiques chez les chats domestiques, pour améliorer les interactions entre l'humain et l'animal et ainsi leur permettre de coexister confortablement.

## Dressage domestique

### Entraînement à la litière
Les chats peuvent être facilement entraînés à utiliser une litière, car il s'agit d'un comportement naturel. De nombreux chats et chatons utilisent instinctivement un bac à litière sans qu'on leur ait appris à le faire, en raison de leur instinct d'expulser leurs excréments dans la terre ou le sable. Par conséquent, avec un nouveau chaton, les propriétaires doivent généralement simplement montrer au chaton où se trouve le bac à litière et comment y entrer et en sortir. Parfois, une certaine formation est nécessaire pour aider un nouveau chat à s’adapter à sa litière, ou pour aider un chat plus âgé qui arrête soudainement de l'utiliser.

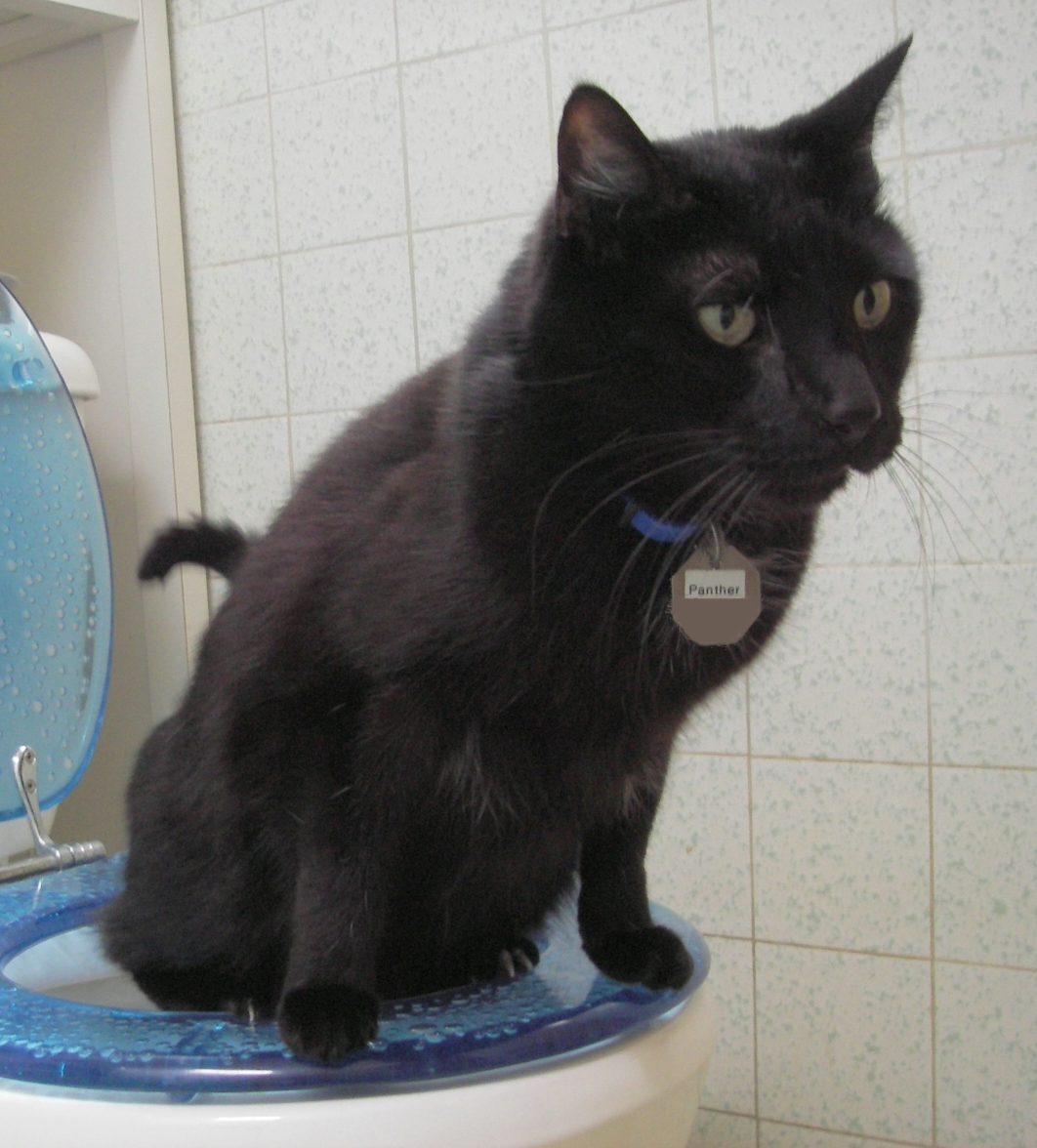
Chat dressé à utiliser des toilettes humaines

Les chats peuvent également être entraînés à utiliser les toilettes humaines. Les avantages de cette méthode sont que les propriétaires de chats peuvent éliminer la tâche d’entretenir régulièrement un bac à litière propre et éviter l’odeur qui résulte d’un nettoyage inadéquat du bac à litière. Néanmoins, certains comportementalistes félins déconseillent cet apprentissage pour plusieurs raisons. Tout d'abord, cela empêche le propriétaire de surveiller les changements dans l'urine et les excréments du chat (qui sont souvent liés à la santé de l'animal). Enfin cet apprentissage peut provoquer divers stress chez le chat, en partie parce que l'utilisation des toilettes va à l'encontre de l'instinct naturel du chat, qui est de creuser et de couvrir ses propres excréments, et parce que le siège des toilettes peut être physiquement difficile à enjamber pour les chats (en particulier ceux qui sont âgés ou malades).

## Méthodes de dressage

### Renforcement positif

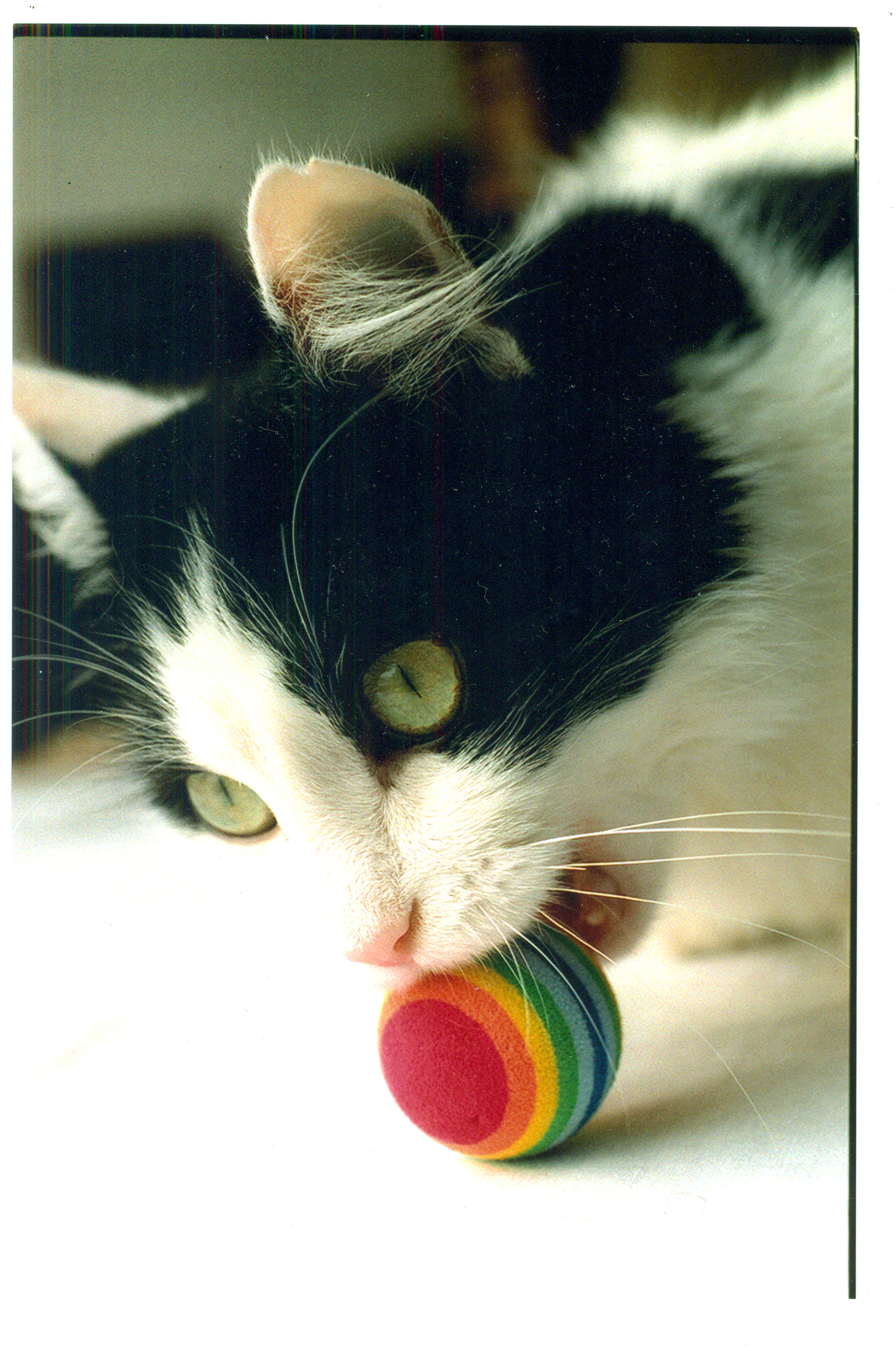

La punition n'est pas une méthode efficace, car les chats ont tendance à réagir avec peur et stress, ce qui entraîne souvent des problèmes de comportement,. Les gens renforcent parfois involontairement des comportements indésirables, comme des miaulements bruyants ou des plaintes pour attirer l'attention. Par conséquent, la plupart des dresseurs encouragent les propriétaires de chats à utiliser uniquement un entraînement par renforcement positif, en récompensant le chat pour le comportement souhaité ou « bon » et en lui proposant des options alternatives ou des distractions (au lieu d'une punition) pour un comportement indésirable,. L'éducation d'un chat nécessite de la motivation, de la coopération, du temps et de la patience de la part de l'humain.

### Entraînement au clicker
L'entraînement au clicker a été développé par Keller Breland, Marian Breland Bailey et Bob Bailey. Cette technique a été initialement utilisée dans le dressage des mammifères marins, puis s'est répandue dans le monde du dressage d'animaux de compagnie (principalement  chiens et chats, mais elle a également été utilisée avec d'autres animaux). Le dressage au clicker utilise un son pour signaler à l'animal qu'il a effectué le comportement correct ou souhaité. Les formateurs peuvent utiliser n’importe quel objet qui émet un son (par exemple, un sifflet, un bip ou un stylo qui clique). De nombreuses personnes utilisent un outil d'entraînement appelé clicker. Pour un chat, cet méthode consiste à cliquer au moment exact où le chat adopte le comportement souhaité et à le récompenser avec une friandise immédiatement après le clic. Le chat commencera à associer le son à la friandise et comprendra que le son signifie qu’il a fait la bonne chose. C'est une méthode populaire dans le domaine du dressage de chats car le clicker (ou un autre son) permet au dresseur de signifier immédiatement au chat quand il a bien effectué une action, et permet au chat d'identifier plus facilement l'action/le comportement pour lequel il est récompensé.

## Comportements problématiques
Un vétérinaire peut écarter d’éventuelles causes médicales liés à des problèmes de comportement chez les chats. Si les causes médicales sont écartées, les comportementalistes félins peuvent aider à résoudre ces comportements problématiques en travaillant avec le chat et l'humain afin que les besoins du chat soient satisfaits.

### Griffades
De nombreux chats griffent les meubles comme les chaises et les canapés (même lorsque des griffoirs sont prévus à leur disposition dans la maison) car l'instinct d'un chat est de gratter divers objets, comme les arbres, comme marqueur pour que les autres chats puissent les voir et les sentir. Les dresseurs suggèrent de guider les chats vers des objets à gratter désignés qu'ils apprécieront, de changer le style ou l'emplacement des griffoirs dans la maison et de rendre le grattage des meubles gênant. Certains utilisent un entraînement par renforcement positif, souvent accompagné d'un clicker, pour inciter le chat à utiliser le griffoir.

### Jets d'urine
Les projections d'urine sont un problème que l'on rencontre généralement avec les chats mâles non castrés, mais qui peut également survenir chez les femelles et les chats stérilisés. Les solutions à ce problème impliquent : de garder le bac à litière extrêmement propre, d'éliminer les causes de stress de l'environnement du chat, de fournir des gamelles et des bacs à litière séparés pour les foyers avec plusieurs chats et d'empêcher les chats extérieurs d'accéder aux environs de la maison. Dans les cas où les projections persistent, il est recommandé aux propriétaires de consulter un vétérinaire, car cela pourrait être dû à de l'anxiété ou à des problèmes de santé physique.

### Miaulement
Les chats miaulent pour diverses raisons, et certains sont naturellement plus vocaux que d’autres. Cela devient un comportement problématique lorsqu’il y a des miaulements ou des hurlements excessifs, surtout la nuit. L’entraînement par renforcement positif, parfois accompagné d’un clicker, est couramment utilisé dans ce cas. Cela implique d'ignorer le chat lorsqu'il fait du bruit et de le récompenser avec des friandises et de l'affection lorsqu'il est silencieux.
Les chats sont capables d'apprendre à obéir à de nombreuses de commandes, comme venir lorsqu'on les appelle, s'asseoir, se retourner, serrer la patte et sauter.
Un chat peut être entraîné à faire des tours comme faire le mort. En raison de la flexibilité et de la structure osseuse du chat, il est capable de tordre et de plier son corps, et de sauter sur une distance raisonnable à partir de la position debout. Ce talent peut être transformé en tours impliquant de sauter à travers des cerceaux et de descendre de poteaux à griffes.